# Мендоса, Хосе Антонио де
Хосе́ Анто́нио де Мендо́са Кааманьо-и-Сотомайор, 3-й маркиз Вильягарсия де Ароуса (исп. José Antonio de Mendoza Caamaño y Sotomayor, 3rd Marquis of Villagarcía de Arousa; 13 марта 1667, Галисия, Испания — 17 декабря 1746, Мыс Горн) — испанский колониальный чиновник, вице-король Перу с 1736 по 1745.
Хосе Антонио де Мендоса родился в 1667 году в Галисии. В течение своей службы занимал различные посты, был послом Испании в Венеции и вице-королём Каталонии, был награждён орденом Сантьяго.

## Биография
В 1735 году королём Филиппом V он был назначен на пост вице-короля Перу, что явилось вершиной его карьеры, а в должность Мендоса вступил 4 февраля 1736 года в возрасте 68 лет.
В течение его управления колонией между Испанией и Великобританией вновь вспыхнула война (Война за ухо Дженкинса). Вице-король занимался укреплением обороны побережья Перу, модернизацией армии и милиции. В 1742 году он послал из порта Кальяо флот для защиты побережья Чили.
В 1736 году в колонию прибыли испанские офицеры Хорхе Хуан-и-Сантасилья и Антонио де Ульоа. Они были делегированы для обеспечения сопровождения французской группы ученых, посланных академией наук в Перу для изучения длины дуги меридиана у экватора (Хорхе Хуан прибыл на одном корабле с вице-королём). После возвращения в метрополию учёные сообщили о плохом положении дел в колонии, о процветании коррупции в правительстве, а также о контрабанде. Отчёт был позднее опубликован под названием «Секретные новости из Америки» («исп. Noticias Secretas de América»).
Другим «французским влиянием» на науку в колонии был Луи Годен, руководитель экспедиции по изучению длины дуги меридиана. Мендоса назначил его на пост «cosmógrafo mayor», в обязанности которого входило составление альманахов и публикаций, а также составление навигационных инструкций для приплывающих кораблей. Другие французские учёные-астрономы Шарль Мари де ла Кондамин и Пьер Бугер, с 1736 по 1747 год жившие и работавшие в Перу оказали сильное влияние на науку и взгляды на образование в Кито.
Во время правления Хосе Антонио де Мендосы в Перу произошло два восстания, в 1739 году в Оруро и в 1742 году под руководством инки Хуана Сантоса Атауальпа. Это восстание поддержало коренное население Перу и метисы, а также бедные слои испанского населения. Целью восстания было выгнать из Перу колониальные власти, но успехом оно не увенчалось.
В 1740 году было образовано новое вице-королевство Новая Гранада (существовало и ранее с 1717 по 1724), в результате чего от Перу были отделены несколько важных регионов.
В 1745 году вице-король Хосе Антонио де Мендоса был отправлен в отставку. 17 декабря 1746 года по пути в Испанию Мендоса скончался в районе мыса Горн в возрасте 79 лет.